# Salsolàcies
Salsolaceae és el nom botànic d'una família de plantes dicotiledònies. El nom de la família deriva de Salsola. Aquesta família rarament està reconeguda en els sistemes de classificació de plantes, però ho està en el sistema de Candolle on va formar part de la Monochlamydeae.
En general les plantes adscrites a Salsolaceae es classifiquen en les famílies Chenopodiaceae, o Amaranthaceae